# Clara Mannheimer
Clara Johanna Mannheimer, född 13 september 1968 i Örgryte församling i Göteborg, är en svensk journalist. Hon arbetar sedan hösten 2013 som programbeställare på SVT och ansvarar för långsiktiga strategier och beställningar för alla kulturprogram och evenemang (till exempel Nobelprogrammen och Musikhjälpen). 

## Biografi
Clara Mannheimer har en magisterexamen i humanitärt biståndsarbete från Uppsala universitet.
Hon har varit producent och programutvecklare på SVT och har arbetat med program som Kobra  och Kristallen-belönade Rebecca och Fiona. Hon har även arbetat med Danne och Bleckan, Hanna Hellquists serier Jakten på lyckan och Jakten på det perfekta livet samt med Bergmans video och Konstkuppen. 
Hon har också varit programledare för SVT:s Elbyl och inom Sveriges Radio, chefredaktör för tidningen Nöjesguiden samt dramaturg för SVT programserien Krunegård & Jinder på turné. Den 8 augusti 1996 var hon värd för programmet Sommar i Sveriges Radio.

### Familj
Clara Mannheimer är dotter till advokaten Jon Mannheimer och kulturradioproducenten och författaren Monica Lauritzen samt sondotter till advokaten Love Mannheimer. Hon är brorsdotter till Sören Mannheimer och kusin till Anna Mannheimer. Hon bor i Stockholm och har varit sambo med UD-medarbetaren Andrés Jato med vilken hon har två döttrar. I mitten av 2000-talet bodde paret i Sarajevo, där Jato var stationerad som diplomat.

## Filmografi
- 1981 – Pappa och himlen
- 2005 – De glömda barnen (från SOS-Barnbyar i Sarajevo)